# Teatro Bonifazio Asioli
Il Teatro Bonifazio Asioli è il teatro comunale di Correggio.
Fra i luoghi storici più significativi della cittadina, e una delle sue sedi culturali più importanti, l'ottocentesco edificio vanta un nucleo rinascimentale risalente a Niccolò II da Correggio detto "Postumo".

## Storia
È posto in corso Cavour, che per secoli fu la Piazza Grande di Correggio con gli edifici del potere allineati: la Rocchetta, il palazzo del podestà, poi il Teatro stesso quindi il Palazzo dei Principi, la Torre Civica e la basilica di San Quirino. 
In particolare, l'odierno Asioli si trova nel punto dove, a fine Quattrocento, Niccolò Postumo fece erigere il proprio palazzo, forse adattando spazi di precedente fortificazione, di cui si hanno notizie documentate dal 1476.
Sul finire del XV secolo e nei primi anni del XVI, la signoria dei Correggio conobbe una stagione culturale particolarmente ricca e attiva, grazie per esempio a figure come Veronica Gambara, e non mancava un'attenzione per l'attività teatrale, che si svolgeva negli ambienti di corte, tra cui appunto il palazzo del Postumo.
E nemmeno la devoluzione dello Stato correggese al duca di Modena e Reggio nel 1635, e il mutato clima politico, segnarono la fine dell'attività teatrale: al contrario, essa divenne ancor più vivace e “pubblica”, con il coinvolgimento di più ampi settori della società civile. Tant'è che nel 1653, il duca Francesco I accordò l'uso di una sala dell'antico palazzo di Niccolò (la cosiddetta Sala Grande) quale spazio teatrale permanente.
Nonostante i lavori di ristrutturazione, finanziati dal mercante Pietro Rosa, non fossero ancora stati completati, già nel maggio 1661, alla presenza del Duca di Modena e Reggio Alfonso d'Este, ci fu la prima rappresentazione. Nel 1666 venne quindi costruito un teatro ligneo, che contava 56 palchi su quattro ordini, oltre le logge.
Un secolo più tardi, tra il 1750 e il 1754, dopo vari eventi bellici che trasformarono il Teatro in deposito, furono compiuti importanti lavori di ristrutturazione che consentirono di recuperare l'edificio. Altri interventi avvennero in epoca napoleonica, e da una pianta del 1846 si apprende che i palchetti, tutti di proprietà delle varie famiglie aristocratiche e borghesi, erano diventati 91.
Su progetto di Francesco Cipriano Forti vengono rifatti il soffitto ed i palchetti, si interviene sulla sala teatrale, vengono aggiunti il guardaroba, la caffetteria e la sala da ballo. Per oltre un secolo si susseguì un'intensa attività culturale che vedeva la rappresentazione di commedie, farse, spettacoli di danza, opere buffe e drammi in musica, che si avvalevano anche dei numerosi cantanti e musicisti “dilettanti” di Correggio tra cui spiccavano numerosi membri della famiglia Asioli, in particolare i fratelli Quirino, Bonifazio e Luigi senior (fondatore della banda cittadina, che oggi porta il suo nome).
Verso la metà dell'Ottocento il Teatro venne demolito e completamente ricostruito da Francesco Forti (nipote di Francesco Cipriano): i lavori si conclusero nel 1852, con un nuovo edificio dalla caratteristica sala “a ferro di cavallo”, ma il teatro si poté dire completato solo nel 1873, quando fu costruita la facciata (su progetto dell'ingegner Antonio Tegani, già impegnato nei lavori del Teatro municipale di Reggio Emilia).

### Ricostruzioni e riaperture
Nel 1852 la comunità decise di dedicarlo al pittore Antonio Allegri, detto il Correggio perché nato qui; ma nemmeno trent'anni dopo, il 17 agosto 1880, l'edificio fu intitolato più opportunamente al citato musicista Bonifazio Asioli, anche lui correggese – che compare citato tre volte nell'edificio: sulla facciata e sul palco d'onore in effigie, nel vestibolo su lapide.
Alle prime ore del 22 settembre 1889 un incendio senza vittime distrusse completamente teatro. La nuova ricostruzione ebbe inizio giusto un anno dopo, il 21 settembre 1890, nel rispetto delle caratteristiche del precedente teatro, ma, solo dopo otto anni, una pubblica sottoscrizione e aspre critiche per il ritardo, sabato 15 ottobre 1898, l'Asioli venne solennemente inaugurato con La bohème di Puccini, e soprattutto una novità epocale: l'illuminazione elettrica. Con l’avvento dell’illuminazione, le colonnine in ghisa dei lampioni ad olio davanti al teatro, furono adattate al sostegno del pedagno sul Naviglio, vennero poi ritrovate e riportate davanti al teatro nel 1985.
La sera del 17 gennaio 1909, durante una proiezione cinematografica di beneficenza (fondi per i terremotati di Messina), un principio d'incendio presto domato causò panico nel pubblico del loggione: nella calca due spettatori morirono schiacciati e altre decine rimasero feriti, provocando nuove accesissime polemiche sui materiali e sull'uso improprio dell'edificio.

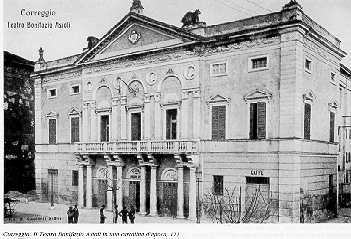
il teatro Asioli nel 1880 circa in una foto di Gildaldo Bassi

Nel 1942 il Teatro Asioli viene concesso in affitto a un privato che lo adibisce principalmente a cinematografo.
Dopo una annosa vicenda giudiziaria anche con i palchettisti, il Comune nel 1962 torna in possesso del Teatro e decide di riportarlo al suo antico splendore. I lavori, iniziati nel 1968, si concludono con il taglio del nastro il 18 novembre 1973: lo spettacolo inaugurale, cinque giorni dopo, fu un concerto dell'Orchestra Sinfonica del Comunale di Bologna diretta da Václav Smetáček, con il soprano Mirella Freni.
Nuovamente chiuso nel 1991 per lavori di manutenzione e di adeguamento alle norme di sicurezza, e gravemente danneggiato dal sisma del 15 ottobre 1996, il teatro viene restaurato e ristrutturato con una spesa di oltre cinque milioni di euro, infine riaperto il 3 novembre 2002.

### VIP di casa
La storia del teatro “Asioli” ha incrociato la vita e la carriera di alcuni correggesi divenuti famosi, come lo scrittore Pier Vittorio Tondelli, il flautista Andrea Griminelli e la rockstar Luciano Ligabue, solo per citarne tre che a vario titolo ci hanno avuto a che fare.
Tondelli per esempio, oltre a frequentarlo da spettatore, fece parte per un breve periodo del suo Comitato di Gestione, che veniva nominato dal Consiglio Comunale (lui fu indicato dalla DC), e nel 1985 vide qui il debutto nazionale di Altri libertini, primo allestimento teatrale di un suo testo, firmato da Gian Franco Zanetti e interpretato fra gli altri dall'attore bolognese Dario Parisini.
Griminelli invece vi ha tenuto innumerevoli concerti, fin dagli esordi, talvolta a fianco di nomi come Luciano Pavarotti, a sua volta di casa all'Asioli, che dal 2008 ospita l'annuale premio intitolato al tenore modenese. 
Ligabue infine, oltre a menzionare nelle autobiografie che uno dei suoi primi ricordi da spettatore è Libertà obbligatoria di Gaber visto qui il 13 marzo 1978 (suo 18º compleanno), ha poi frequentato professionalmente l'Asioli in numerose occasioni: nel novembre 2002 fu protagonista dei concerti inaugurali per la riapertura del teatro dopo quasi dodici anni di fermo, e di lì a poco utilizzò una foto rielaborata della sala teatrale come copertina del cd Giro d'Italia; come regista poi Ligabue vi ha girato alcune scene oniriche di Made in Italy, dirigendovi Stefano Accorsi, anche lui non nuovo sul palcoscenico correggese, dove ha portato diversi dei propri spettacoli.

## Descrizione

### Esterni
La facciata, neoclassica, risale al 1873 e presenta un ingresso tripartito, con le porte fra quattro coppie di colonne marmoree, pare “imposte” dal Duca di Modena, colonne che reggono il lungo balcone afferente al Ridotto. In loro corrispondenza, sotto al frontone, sono quattro medaglioni a bassorilievo, pure in marmo, eseguiti dallo scultore locale Eusebio Casalgrandi, raffiguranti i correggesi Bonifazio Asioli, Claudio Merulo, Niccolò Postumo e Samuele Jesi. 
Ai lati del timpano due grifoni in pietra, e al centro lo stemma della città. Un acroterio sopra il frontone, raffigurante una lira, si staccò durante il sisma del 1996 sbriciolandosi al suolo, e non è stato sostituito.

### Interni

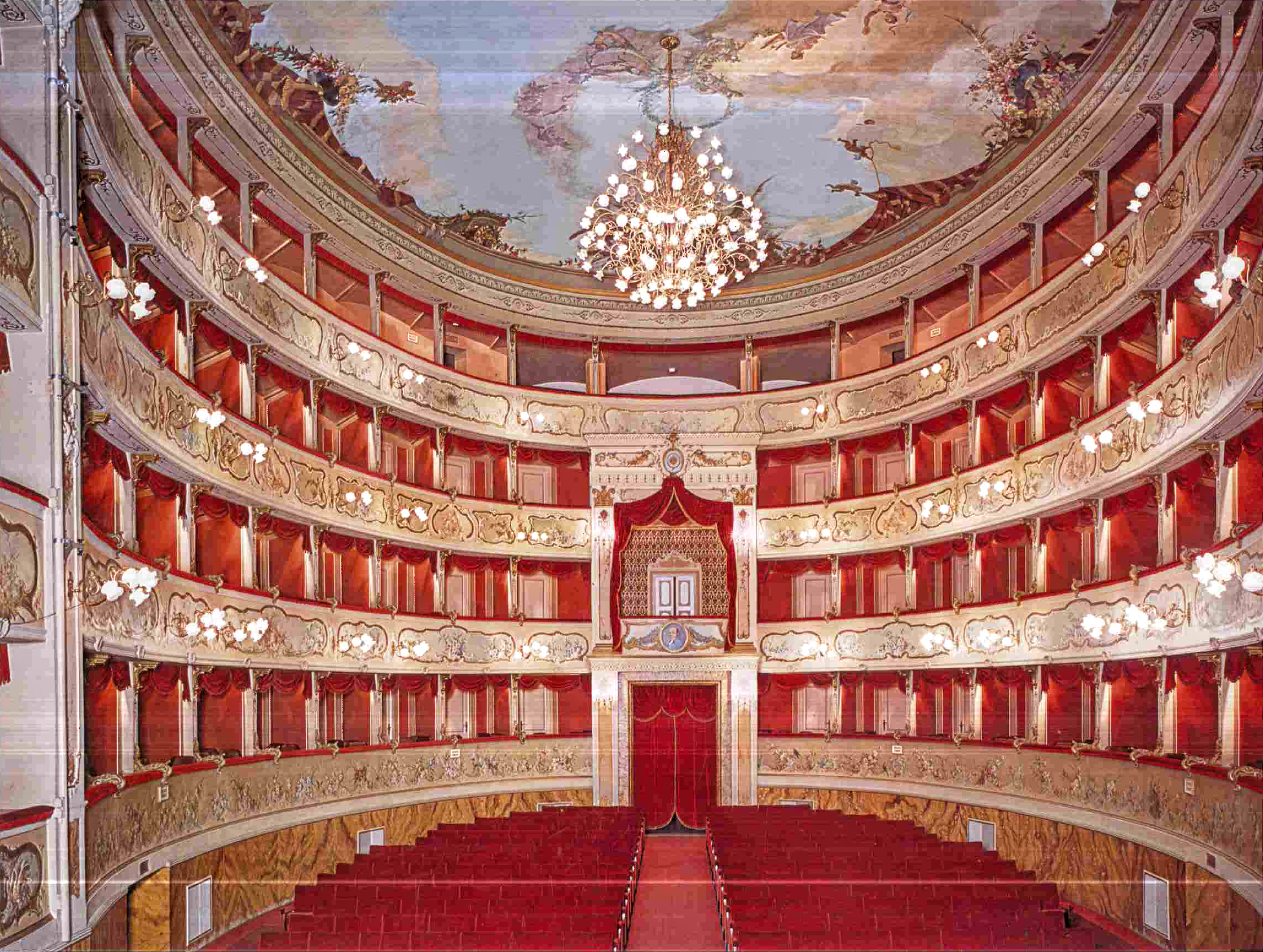
Sala nel periodo 1973-1991

Dall'atrio di pianta ottagonale si accede al vestibolo, nel quale due lapidi marmoree ricordano i musicisti concittadini Claudio Merulo e Bonifazio Asioli. Un'ulteriore ritratto dell'Asioli, è dipinto sul palco d'onore, rivolto verso il palcoscenico.
Dal vestibolo, mediante una scala, si può salire all'elegante ridotto: la sala centrale, con affreschi di Andrea Capretti e Fermo Forti, è caratterizzata da una falsa balconata che dà luce sulla seconda sala, dove si conserva la più evidente traccia dell'originario palazzo di Niccolò Postumo.
Essa è lunga circa 23 metri, occupava interamente il lato est, ed era l'ambiente di maggiore prestigio dell'edificio. Qui si può infatti trovare un fregio eseguito a “falso fresco” che decora la Sala Grande.
Altri frammenti dello stesso ciclo e di un altro con figure di animali fantastici, si trovano su altre pareti.
Gli ampi lacerti ci restituiscono immagini di coppie di cavalieri che si affrontano armati di mazze da torneo, cavalcando animali fantastici rappresentati con parte posteriore di tritone, testa e tronco di unicorno, simboli tipici dell'iconografia estense da Niccolò Postumo in poi, soprattutto con il duca Borso d'Este (presenti anche nella Sala del liocorno della rocca di San Martino in Rio).
Tra i contendenti sono rappresentati stemmi di famiglie imparentate o legate da vincoli di amicizia con i da Correggio (Sanvitale, Bentivoglio, Gonzaga e Pio di Carpi).
Le coppie sono intervallate da Vasi da cui si dipartono volute floreali.
Databile tra la fine del Quattrocento e i primi anni del Cinquecento (entro il 1510 circa), il fregio mostra un linguaggio tardo rispetto alle più recenti tendenze della pittura parietale emiliano-romagnola e lombarda; la sua paternità è da ascrivere ad un pittore colto e a conoscenza dell'esperienza dei maestri ferraresi dell'epoca di Borso d'Este, ulteriore elemento che rafforza il profondo legame culturale esistente, grazie proprio a Niccolò Postumo, tra la Correggio di fine Quattrocento e la Ferrara Estense che stava allora vivendo il momento di massimo splendore.
Dall'atrio si accede anche alla platea con pianta a ferro di cavallo, ai tre ordini di palchi per un totale di sessanta palchetti decorati in stile Luigi XV, al palco d'onore e al loggione. Il palco d'onore è decorato con l'effige di Bonifazio Asioli e sormontato dallo stemma della comunità.
La volta del teatro è stata dipinta dal reggiano Giulio Ferrari (1858-1934), e presenta verso il proscenio due geni alati seduti sul cornicione di un'architettura che depongono un grande damasco che la copre per intero. Vicino ai geni, troneggiano sulle nubi la Tragedia, la Commedia, più in alto la Danza e verso il centro la Musica.
Con Ferrari collaborò il pittore chioggiotto Giuseppe Ponga (1856-1925), mentre il correggese Emilio Meulli lavorò agli stucchi, disegnando anche il bordo del sipario di velluto rosso ricamato da Imélde Levi.

## Caratteristiche
L'edificio occupa una superficie di oltre 1.500 metri quadri (m. 28,8 x 52,2) e dopo i restauri d'inizio 2000 ha una capienza di 450 posti a sedere, distribuiti fra platea (176), 60 palchi su tre ordini, e loggione (circa 270 posti).
Il palcoscenico ha dimensioni che lo rendono adatto a ogni tipo di spettacolo: un “cubo” di 13,80 metri di larghezza e profondità e 13,60 metri di altezza graticcia, con un boccascena di 9,20 metri.

## Attività
Mentre in passato vi si allestivano soprattutto opere liriche, dal 1973 prevalgono altri generi teatrali, con una regolare stagione di prosa, per molti anni su due turni di abbonamento, cui si aggiungono concerti e, dal 2002, un apprezzato festival jazz.
Molto ricca anche l'offerta di teatro per ragazzi, sia al pubblico delle famiglie (rassegna A teatro con i grandi) sia con rappresentazioni mattutine per le scuole; poi spettacoli filodrammatici (dialettali e in lingua), danza e serate liriche.
Completano l'intenso utilizzo dell'edificio saggi di scuole di ballo e di musica, convegni e conferenze, organizzati anche da privati in concessione.

### Gestione
Alla riapertura del 2002 il Comune lo diede in gestione all'ERT, cui nel 2015 è subentrata ATER Fondazione (Associazione Teatrale Emilia-Romagna, di cui Correggio fa parte dal 1973), mentre le stagioni fra il 1973 e il 1991 furono gestite direttamente, con l'apporto particolare e determinante di Normanno Gobbi, poi direttore di altre strutture e ideatore del coordinamento provinciale fra i teatri reggiani.